# Stade Palestra Itália
Le stade Palestra Itália, également connu sous le nom de Parque Antárctica, est un stade de football situé à São Paulo au Brésil.  Le stade a été fermé pour le début de la construction du Allianz Parque, sur le même site.
Le stade appartient au SE Palmeiras, qui y jouait ses matchs à domicile.